# يافوخ (تشريح)
اليافوخ (أو هامة الرأس) هو الجزء العلوي والخلفي من الجمجمة ويختلف تشريحه بين الكائنات الحية. يتألف اليافوخ البشري من ثلاث طبقات من فروة الرأس فوق الجمجمة، ويغطي مجموعة من الدروز العظمية، ويحتوي على شبكة من الأوعية الدموية وفروع العصب ثلاثي التوائم. 
يعمل اليافوخ في الإنسان كحاجز وقائي للدماغ، حيث يعزز حماية القشرة المخية الحديثة، بما في ذلك الفصين الجبهي والجداري، اللذين يحيط بهما السحايا والعظام. في بعض الكائنات مثل الحيتان، توجد فتحات نفث في منطقة اليافوخ، ما يمنحها شكلاً مسطحًا للرأس. أما في بعض الطيور، فقد يحتوي التاج على شُعَار يُستخدم لأغراض التواصل أو التزاوج.
شهد تطور اليافوخ البشري اختلافات ملحوظة بين الأنواع البشرية القديمة والحديثة، متضمنة تغييرات بارزة في قاعدة الجمجمة. قد يتعرض اليافوخ للإصابات والاضطرابات، مثل تسرب السائل النخاعي الذي يؤدي إلى صداع موضعي شديد. وتشمل أمراض أخرى مثل الورم السحائي، الذي ينمو حول الأوعية الدموية والأعصاب القريبة، مسببًا أعراضًا مثل فقدان الذاكرة.

## البنية
يقع اليافوخ في أعلى جمجمة الإنسان، ويحتوي على طبقات فروة الرأس المختلفة. تتكون فروة الرأس من ثلاث طبقات مختلفة بما في ذلك الطبقة الجلدية، وطبقة النسيج الضام تحت الجلد، والطبقة العضلية. يغطي اليافوخ طبقات العظام في الجمجمة. يتراوح سمكها بين 4 و7 ملم (0.16 و0.28 بوصة)، وتختلف من شخص لآخر. ويميل إلى التسمك (زيادة السماكة) مع تقدم العمر.
أسفل اليافوخ، يفصل العظم الجبهي والعظام الجدارية بواسطة مجموعة من المفاصل الليفية تسمى الدروز (الغرز). تعد الدروز جزءًا أساسيًا من النمو والتطور، ما يسمح للجمجمة بالتوسع مع زيادة حجم الدماغ. تتوسع الدروز المختلفة بين العظام الأمامية والجدارية للجمجمة في اتجاهات محددة، ما يؤدي إلى ظهور رأس بشري متماثل الشكل. يربط العظم الجبهي والعظام الجدارية عند الدرز الأمامي. يتكون العظم الجبهي من عدة أجزاء، منها الجزء الجبهي، والجزء الحجاجي، والأجزاء الأنفية. يتصل العظم الجبهي بالعظم الجداري عند الدرز الإكليلي لتشكيل اليافوخ وجوانب الجمجمة. يتم ربط العظمين الجداريين المنفصلين عند الدرز السهمي، ما يضمن ثبات اليافوخ. تشمل الهياكل الأخرى لليافوخ البشري الأوعية الدموية والأعصاب، والتي تعد ضرورية لتوزيع العناصر الغذائية على الدماغ، ونقل المعلومات إلى الدماغ. يتفرع الشريان الصدغي السطحي من الشريان السباتي الخارجي المشترك ويوصل الدم المؤكسج إلى اليافوخ. ويحتوي اليافوخ أيضًا على فروع للعصب ثلاثي التوائم.
الكائنات الحية مثل الحيتان والطيور لها هياكل مختلفة وتستخدمها الأنواع في مواقف مختلفة. توجد فتحات اليافوخ الخاصة بحيتان العنبر بشكل غير متماثل على يافوخ الرأس للتنفس، ما يتسبب في شكل رأس مسطح. في تشريح الطيور، اليافوخ هو أعلى الرأس، أو بشكل أكثر تحديدًا المنطقة من الجبين، أو الجبهة، وتمتد من الخلف إلى القفا وأفقيًا على كلا الجانبين إلى الصدغين. يسمى الجزء العلوي من الرأس، بما في ذلك الجبهات واليافوخ والقفا، بالعمود. يوصف الطائر ذو القمة التي تغطي البيليوم بأنه مكسور، مثل نقار الخشب. يحدد نطاق الريش الذي يشكل القمة مشاعر الطائر وسلوكيات التودد. على سبيل المثال، تقوم أنواع الطيور مثل طائر الكاردينال الشمالي بتحريك القمة بشكل مكثف للدلالة على الهيمنة والتواصل.